# Wharram-le-Street
Wharram-le-Street – wieś w Anglii, w hrabstwie North Yorkshire, w dystrykcie (unitary authority) North Yorkshire. Leży 30 km na północny wschód od miasta York i 289 km na północ od Londynu.